# Lista orașelor din Tadjikistan
- Această pagină este o listă de orașe din Tadjikistan.

- Dușanbe
- Gharm
- Isfara
- Horog
- Khudjand
- Kofarnihon
- Konibodom
- Kulyab
- Murghob
- Qurghonteppa
- Panjakent
- Parkhar
- Panj
- Shaartuz
- Șurab
- Tursunzoda
- Istaravshan (Urateppa)